# Le donne vendicate (Piccinni)
Le donne vendicate è un intermezzo per musica in due atti del compositore Niccolò Piccinni basato sull'omonimo dramma giocoso di Carlo Goldoni. Il libretto fu originalmente scritto da Goldoni per essere musicato da Gioacchino Cocchi, che lo mise in scena durante il carnevale del 1751 al Teatro San Cassiano di Venezia. Piccinni nella sua versione non utilizzò il testo originale, bensì una versione mutata e riadattata a quattro personaggi, anziché agli otto originali.
Fu rappresentato per la prima volta durante il carnevale del 1763 al Teatro Valle di Roma, dove ebbe un esito felicissimo. Non fu solamente un successo passeggero e locale: ben presto il lavoro si diffuse in tutta Europa, soprattutto in Austria, Germania, Francia e Polonia, dove ancor oggi sopravvivono parecchie copie della partitura dell'opera. 
All'Académie Royale de Musique di Parigi ebbe la prima il 16 maggio 1779 come Il vago disprezzato per il libretto di Giuseppe Petrosellini.
Il motivo di questo trionfo fu dovuto principalmente alla significatività ed efficacia delle arie, all'armonia raffinata e alla gestione magistrale della struttura orchestrale.

## Rappresentazione in tempi moderni
Il 25 settembre 1999 a Lugano fu messa in scena la prima rappresentazione in tempi moderni ed effettuata la prima registrazione assoluta de Le donne vendicate di Piccinni. Questa interpretazione, che differisce un po' dalla versione originale, fu eseguita da I Barocchisti con la direzione di Diego Fasolis.
Una seconda rappresentazione in tempi moderni è stata messa in scena il 16 Luglio 2017 nell'ambito del 43º Festival della Valle d'Itria di Martina Franca, con la regia di Giorgio Sangati e la direzione di Ferdinando Sulla.

## Altro
Oltre da Gioacchino Cocchi e Niccolò Piccinni, il libretto goldoniano Le donne vendicate fu messo in musica anche da Gaetano Monti a Napoli nel 1781.